# Hemignathus wilsoni
L'akiapolaau o, più correttamente, ʻakiapōlāʻau (Hemignathus wilsoni (Rothschild, 1893)) è un uccello passeriforme della famiglia Fringillidae.

## Etimologia
Il nome scientifico della specie, wilsoni, venne scelto in omaggio all'ornitologo inglese Scott Barchard Wilson.

## Descrizione

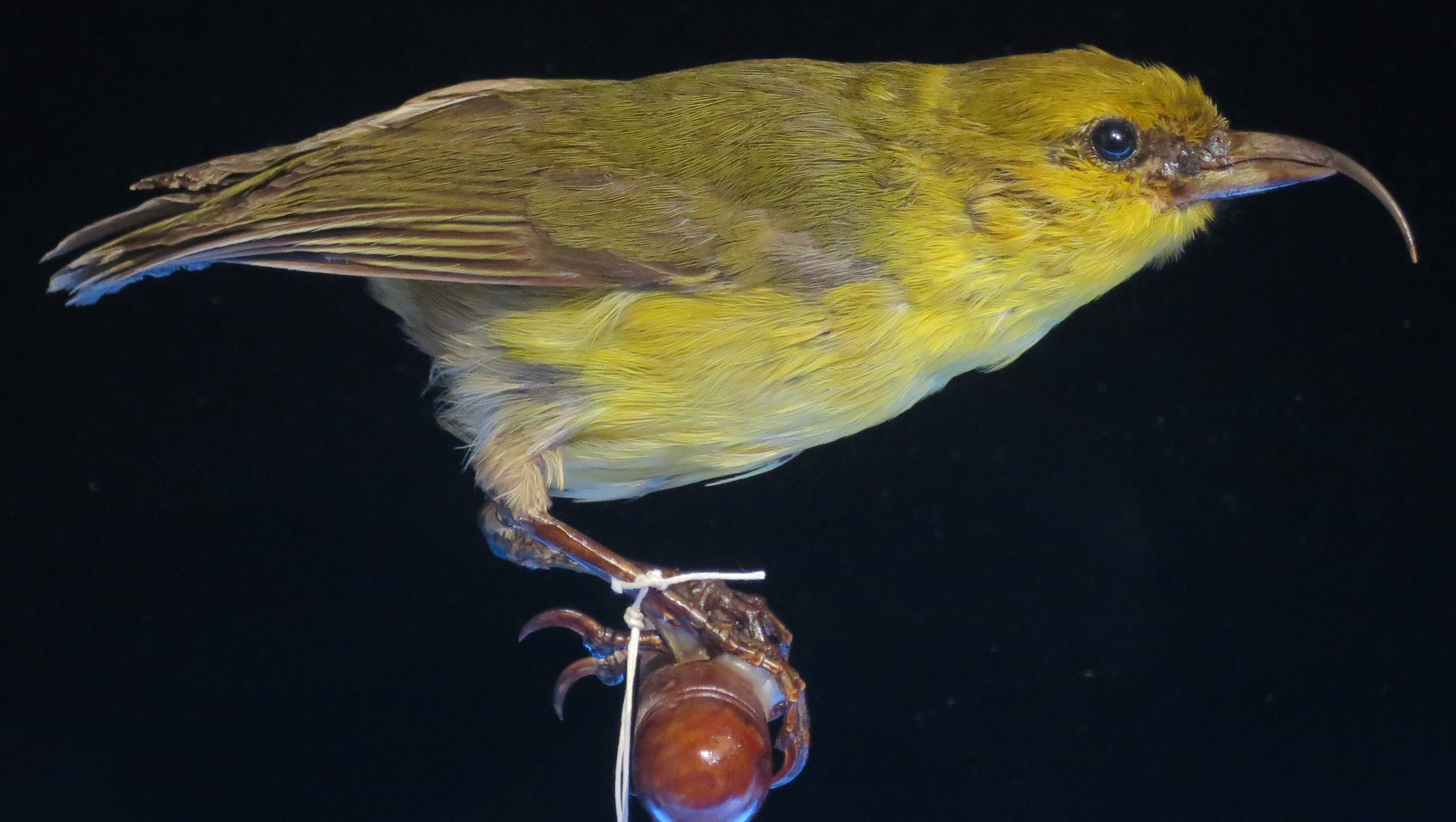
Esemplare impagliato al Museo Berenice Pauhai Bishop di Honolulu.

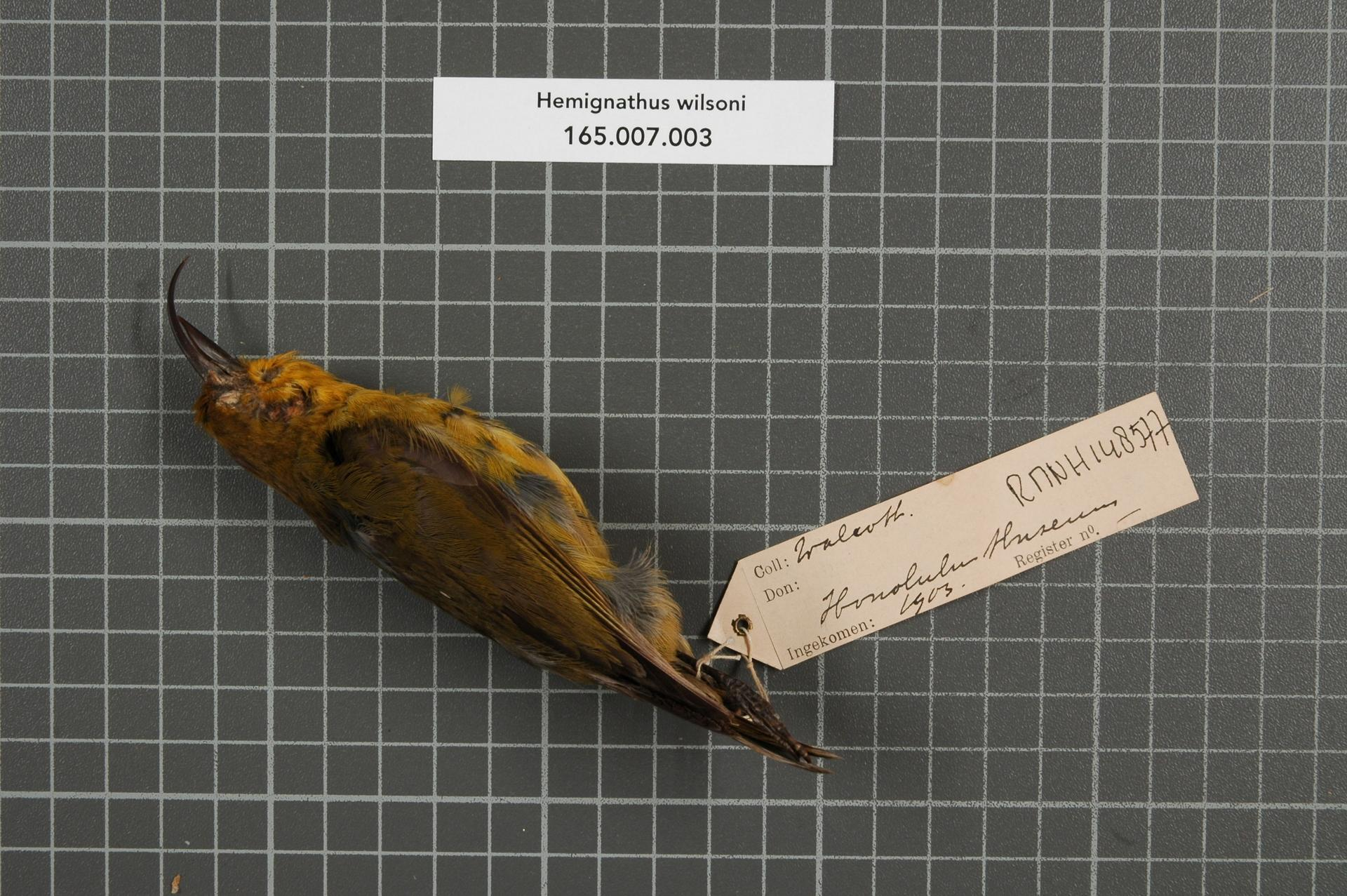
Maschio impagliato.

### Dimensioni
Misura 14 cm di lunghezza, per un peso di 17-37 g: a parità d'età, i maschi sono leggermente più grossi e pesanti rispetto alle femmine.

### Aspetto
L'aspetto di questi uccelli ricorda quello di un crociere in miniatura, tuttavia il becco dell'akiapolaau è unico nel suo genere, con parte superiore lunga e sottile e incurvata verso il basso, mentre la parte inferiore è più robusta, dritta e appuntita.

Esiste dimorfismo sessuale nel piumaggio. Ambedue i sessi, infatti, presentano nuca, dorso, ali e coda di color verde oliva (le ultime due più scure e quasi nerastre): nel maschio testa, petto, ventre e fianchi sono di colore giallo zafferano (tendente all'arancio su testa e gola) e il sottocoda è bianco, mentre nella femmina la testa è grigia, la gola e il petto sono gialli e il bianco del sottocoda si estende anche al ventre. In ambedue i sessi è presente una mascherina nera fra i lati del becco e l'occhio, così come sia il maschio che la femmina presentano occhi di colore bruno scuro e becco e zampe neri.

## Biologia

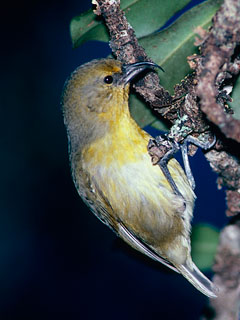
Esemplare alla ricerca di cibo.

Si tratta di uccelli dalle abitudini essenzialmente diurne, che si muovono da soli o in coppie: essi passano la maggior parte della giornata alla ricerca di cibo fra i rami degli alberi, sondando le cavità della corteccia e gli ammassi di epifite alla ricerca di cibo. Durante gli spostamenti, i vari esemplari si tengono in contatto mediante richiami che ricordano quelli degli amakihi, mentre i maschi sono soliti emettere vari tipi di canti, solitamente formati da sequenze di tre note, sia a scopo di corteggiamento che a scopo territoriale, in quanto i due sessi sembrerebbero difendere attivamente dai conspecifici porzioni di territorio in cui il cibo è abbondante.

### Alimentazione
L'akiapolaau è un uccello essenzialmente insettivoro, che si nutre fra i tronchi o fra la vegetazione al suolo, coi maschi che tendono a frequentare le piante più mature e le femmine che stazionano fra i rami più sottili. Il suo particolare becco è perfettamente adattato allo scopo. L'animale utilizza infatti la parte superiore del becco, sottile e ricurva, per sondare le crepe della corteccia, gli ammassi di licheni ed i tronchi caduti e marcescenti per verificare la presenza di cibo: una volta individuato qualcosa di interessante, l'animale percuote la corteccia con la mascella inferiore dritta e appuntita in maniera simile a un picchio, comunque aprendosi un varco nella corteccia dal quale estrae il cibo servendosi nuovamente della parte superiore del becco. Il picchiettio degli akiapolaau sulla corteccia (talvolta utilizzato anche per far fuoriuscire la linfa e quindi attrarre insetti da cacciare) è un rumore frequente ed inconfondibile delle aree in cui questo uccello è diffuso: fra le prede preferite di questi uccelli, figurano i bruchi di lepidotteri, ma anche le larve di cerambicidi e i ragni.

### Riproduzione
Questi uccelli possono riprodursi durante tutto l'anno, con un probabile picco delle deposizioni fra febbraio e luglio, come osservabile in altri drepanidini: gli akiapolaau sono uccelli monogami, ed il maschio corteggia la femmina cantando.
Ambedue i partner collaborano alla costruzione del nido, sebbene sia soprattutto la femmina ad occuparsi della sua edificazione: esso è piuttosto piccolo e viene costruito intrecciando fibre vegetali (soprattutto di ohia lehua e felci) a forma di coppa sul ramo della chioma di un albero. Al suo interno, la femmina depone un unico uovo di color crema con rade variegature bruno-rossicce, di circa 22x17 mm. La femmina cova da sola l'uovo, mentre il maschio si occupa di sorvegliare i dintorni del nido e procurare il cibo per sé e la propria consorte: il pulcino, cieco e nudo alla nascita, viene accudito dalla sola femmina per i primi 2-3 giorni di vita ed in seguito anche dal maschio (che nel frattempo continua a procurare cibo alla compagna). L'involo avviene verso le tre settimane di vita, tuttavia il ritrovamento di numerose coppie con esemplari giovani al seguito farebbe pensare a un periodo piuttosto lungo trascorso dai nidiacei coi genitori prima di allontanarsene definitivamente.

## Distribuzione e habitat
L'akiapolaau è endemico dell'isola di Hawaii, della quale occupa con quattro popolazioni disgiunte le pendici sud-orientali del Mauna Kea e quelle meridionali del Mauna Loa.
L'habitat di questi uccelli è rappresentato dalla foresta primaria montana con prevalenza di koa e ohia lehua fra i 1300 e i 2100 m di quota.

## Conservazione
Un tempo la specie popolava anche le foreste secche di mamane e naio fra i 1900 ed i 2900 m, tuttavia le popolazioni diffuse in questo ambiente sono scomparse nel 2002: Nonostante l'akiapolaau sia un uccello estremamente specializzato e che non ha competitori per il cibo nella propria nicchia ecologica, esso è estremamente raro, tanto si stima che attualmente rimangano meno di 1500 esemplari (suddivisi in quattro gruppi, comprendenti rispettivamente 3, 20, 44 e 1100), motivo per cui la specie viene classificata dall'IUCN come "in pericolo".
Il motivo di questa rarità risiede proprio nella specializzazione di questi uccelli, che necessitano di foreste ben mature e con grande presenza di epifite e licheni per vivere: la deforestazione selvaggia delle Hawaii per far spazio ad insediamenti umani, coltivazioni e allevamenti, ha fatto sì che a cavallo fra la fine del XIX secolo e l'inizio del XX il numero di akiapolaau, assieme a quello di numerose specie endemiche, sia drasticamente calato. I superstiti hanno dovuto affrontare la minaccia combinata dell'introduzione di specie aliene predatrici o alteratrici dell'habitat e delle devastanti epidemie di malaria aviaria e vaiolo aviario veicolate dalle zanzare (anch'esse introdotte), alle quali i drepanidini si sono rivelati estremamente vulnerabili in quanto non immunizzati.
Per preservare gli ultimi esemplari di akiapolaau, la specie fin dal 1967 è protetta dall'United States Fish and Wildlife Service, e sono in corso programmi di ripristino delle foreste primigenie mediante piantumazione di nuovi alberi, abbattimento di animali di specie introdotte e recintamento delle aree di interesse faunistico.